# Giampaolo Pansa
Giampaolo Pansa (Casale Monferrato, 1º ottobre 1935 – Roma, 12 gennaio 2020) è stato un giornalista e scrittore italiano.

## Biografia
Nativo di Casale Monferrato, dopo aver conseguito il diploma di liceo classico, si è laureato in scienze politiche con 110/110 e lode e dignità di stampa presso l'Università degli Studi di Torino, con una tesi in Storia moderna e contemporanea intitolata La Resistenza in provincia di Alessandria (1943-1945) (relatore Guido Quazza), il 16 luglio 1959. Il lavoro gli procurò il «premio Einaudi» (la tesi fu poi pubblicata da Laterza nel 1967). Durante gli anni universitari, Pansa fu anche allievo di Alessandro Galante Garrone, il quale lo indirizzò per primo verso gli studi storici sulla seconda guerra mondiale e sulla Resistenza italiana.

## Vita privata
Dal primo matrimonio, con Lidia Casalone, è nato nel 1962 un figlio, Alessandro, ex amministratore delegato di Finmeccanica, morto l'11 novembre 2017, all'età di 55 anni. In seconde nozze Pansa ha sposato la scrittrice Adele Grisendi con la quale conviveva dal 1989.
È deceduto il 12 gennaio 2020 a Roma all’età di 84 anni a causa di una diverticolite. Il suo archivio, contenente sia materiale relativo alla sua attività di scrittore sia a quella di giornalista, è stato donato nel 2021 al Centro per gli studi sulla tradizione manoscritta di autori moderni e contemporanei dell'Università di Pavia.

## Carriera giornalistica

### Dagli esordi alla rottura con l'Espresso
Nel 1961 entrò nel quotidiano torinese La Stampa. L'elenco delle sue collaborazioni è il seguente:

### Con quotidiani
- 1961[9][10]-1964: La Stampa (direttore Giulio De Benedetti). Uno dei suoi servizi più noti del periodo fu sul disastro del Vajont;[11][12]
- 1964-1968: Il Giorno (direttore Italo Pietra), si occupò delle cronache dalla Lombardia;
- 1969-1972: La Stampa, inviato da Milano (direttore Alberto Ronchey). Scrisse per il quotidiano torinese sulla strage di piazza Fontana;
- 1972-1973: Il Messaggero di Roma come redattore capo (direttore Alessandro Perrone);
- 1º luglio 1973 - ottobre 1977: inviato speciale per il Corriere della Sera (direttore Piero Ottone). Durante il periodo al Corriere Pansa scrisse con Gaetano Scardocchia l'inchiesta che contribuì a svelare lo scandalo Lockheed;
- novembre 1977-1991: La Repubblica, inviato speciale (direttore Eugenio Scalfari). Nell'ottobre 1978 assunse la vicedirezione.[13] Riprese a scrivere per il quotidiano romano nel 2000 come editorialista;

### Con settimanali
- 1983-1984: crea la rubrica «Quaderno italiano» su Epoca (direttore Sandro Mayer);
- 1984-1987: crea la rubrica «Chi sale e chi scende» su L'Espresso (direttore Giovanni Valentini);
- 1987-1990: crea la rubrica «Bestiario» su Panorama, (editore Mondadori, direttore Claudio Rinaldi, Pansa fu condirettore), divenuta celebre per il racconto senza ipocrisie del malcostume nazionale;[14]
- 1991- settembre 2008: il «Bestiario» prosegue su L'Espresso (direttore Giulio Anselmi, poi Daniela Hamaui, Pansa fu condirettore[15][16][17][18]).

Nella carriera di Pansa hanno avuto un ruolo preponderante i giornali del Gruppo L'Espresso (la Repubblica e L'Espresso), coi quali Pansa ha collaborato ininterrottamente dal 1977 al 2008. Negli anni della sua collaborazione alla Repubblica, Pansa fu tra i rappresentanti della linea editoriale vicina alla sinistra di opposizione, senza risparmiare critiche anche al Partito Comunista Italiano. A la Repubblica ed al suo fondatore Pansa ha dedicato anche un libro: "La repubblica di Barbapapà", dal soprannome che la redazione del giornale aveva dato a Scalfari, il ritratto, tra le tante cose, mette in luce i difetti del fondatore di Repubblica: faziosità politica ed estrema autostima, dall'altra i suoi pregi: genialità e completa dedizione al lavoro.
Abile cronista politico, è considerato un "caposcuola" del giornalismo della prima repubblica; attento osservatore dei fatti e dei personaggi, partecipava ai congressi politici armato di taccuino e binocolo da teatro, ed era solito arrivare tra i primi in tribuna stampa.
Dopo la strage di piazza Fontana realizzò una preziosa opera di "controinformazione" che contribuì a smascherare le bugie delle autorità sulla strage, tuttavia si tenne lontano dalle campagne più virulente rifiutandosi, ad esempio, di firmare il manifesto contro il commissario Calabresi. È stato, inoltre, uno dei primi giornalisti di sinistra a riconoscere negli anni di piombo che "le Brigate Rosse erano rosse". Per la sua attività di giornalista, insieme al collega e amico Walter Tobagi, finì nel mirino delle stesse Brigate Rosse, che tuttavia scelsero di colpire quest'ultimo e non Pansa.
Sono note, inoltre, alcune sarcastiche definizioni e neologismi che Pansa ha dedicato ai politici ed ai partiti italiani: "Parolaio rosso" per Fausto Bertinotti, "Dalemoni" allusiva al cosiddetto "inciucio" tra Massimo D'Alema e Silvio Berlusconi ai tempi della Bicamerale, "Balena Bianca" per la Democrazia Cristiana in riferimento alla capacità di uscire indenne da "mille battaglie" del partito come la balena del romanzo di Herman Melville, "truppe mastellate" per indicare i fedelissimi di Clemente Mastella derivando l'espressione da "truppe cammellate", "elefante rosso" per il Partito Comunista Italiano, "coniglio mannaro" per Arnaldo Forlani. Pansa non fu tenero neanche con i colleghi giornalisti: nel 1980 scrisse su La Repubblica un articolo titolato «Il giornalista dimezzato», nel quale stigmatizzava il comportamento, da lui giudicato ipocrita, dei colleghi che, a suo dire, "cedeva[no] metà della propria professionalità al partito, all'ideologia che gli era cara e che voleva[no] comunque servire anche facendo il [proprio] mestiere".

### Periodo 2008-2020
Il 30 settembre 2008, trovandosi in contrasto con la linea editoriale, lasciò il Gruppo Editoriale L'Espresso. Da allora ha scritto sui seguenti giornali:
- ottobre 2008 - dicembre 2010: Il Riformista (direttore: Antonio Polito);
- settembre 2009 - luglio 2016:[37] Libero, dove nel gennaio 2011 ha portato il «Bestiario» (direttore Maurizio Belpietro prima e Vittorio Feltri poi);
- settembre 2016 - giugno 2018: La Verità (quotidiano fondato e diretto da Belpietro);
- novembre 2018 - agosto 2019: Panorama (settimanale diretto da Maurizio Belpietro);[38]
- agosto 2019 - gennaio 2020: The Post Internazionale (quotidiano online fondato e diretto da Giulio Gambino);[39]
- settembre 2019 - gennaio 2020: Corriere della Sera (direttore: Luciano Fontana).[40]

Nel 2018 interrompe la collaborazione con La Verità in contrasto con la linea editoriale del giornale, commentando così le proprie dimissioni: "Non mi piaceva questa deriva leghista. Anzi, più che leghista direi proprio salviniana".

## Romanzi e saggi storici
La sua attività ha avuto come principale interesse la Resistenza italiana, già oggetto della sua tesi di laurea (pubblicata da Laterza nel 1967 con il titolo Guerra partigiana tra Genova e il Po).
Nel 2001 Pansa pubblica Le notti dei fuochi, ambientata tra il 1919 e il 1922, sulla nascita dello squadrismo, la marcia su Roma e i primi anni del regime fascista. Nel 2002 esce I figli dell'Aquila, racconto della storia di un soldato volontario dell'esercito della Repubblica Sociale Italiana. Comincia poi il «ciclo dei vinti», cioè una serie di libri sulle violenze compiute da partigiani nei confronti di fascisti durante e dopo la seconda guerra mondiale: Il sangue dei vinti (vincitore del Premio Cimitile 2005), Sconosciuto 1945, La grande bugia e I vinti non dimenticano.
Pansa recupera fonti come il neofascista Giorgio Pisanò e Antonio Serena e racconta molte storie personali di cosiddetti "vinti" con metodo già descritto da Nicola Gallerano e in una forma che è stata definita un misto fra romanzo storico, feuilleton e pamphlet per il gruppo delle sue sei opere principali sulla resistenza.
Nel 2011 pubblica Poco o niente. Eravamo poveri. Torneremo poveri, in cui ritrae l'Italia degli umili tra la fine del XIX secolo e l'inizio del XX attraverso la storia dei propri nonni e genitori.

### Morte
Pansa muore a Roma il 12 gennaio 2020. I funerali si tengono due giorni più tardi presso la Collegiata dei Santi Leonardo e Cassia a San Casciano dei Bagni, al termine dei quali viene sepolto nel cimitero locale.

## Critiche storiografiche
Nel 2003 Pansa pubblicò Il sangue dei vinti che diede inizio al “ciclo dei vinti”, ovvero una serie di scritti con al centro membri della Repubblica Sociale Italiana oggetti delle violenze partigiane sia durante che dopo la guerra. Il metodo utilizzato da Pansa nella stesura di questi libri apparve subito equivoco agli storici.
Parlando de Il sangue dei vinti, Santo Peli ha criticato il metodo di Pansa, il quale si era prefissato lo scopo «di essere "politicamente scorretto", di dire tutta la verità, nient'altro che la verità [...]» dando vita dunque ad un'operazione di equanimità verso i vinti, de-mitizzazione della Resistenza, scoperta che i feroci e i sadici erano dappertutto. Insomma, mostrare "l'altra faccia della medaglia". Sempre secondo Peli però: «In questa direzione, il lavoro di Pansa non fornisce alcun contributo utile» e «basta la constatazione che nulla di originale, di inedito, vi è nel libro, frutto di un collage di studi precedenti. Collage a volte frettoloso, ma in ogni caso reso possibile proprio dal fatto che questo scabroso tema di ricerca è già stato investigato con una certa ampiezza. Da almeno un ventennio, nessuno storico che si sia occupato di questi temi è stato colpito da anatema o accusato di lesa-resistenza, se ha fatto seriamente il suo lavoro». Sempre secondo Peli quindi: «La novità del libro consiste, e non è un progresso, nel modo in cui l'argomento viene affrontato, e nel tono impressionistico, più utile ad emozionare che a comprendere, che è la cifra stilistica della scrittura, altre volte incisiva ed accattivante, dell'ultimo Pansa. Il risultato è un continuo ondeggiamento fra la nausea, l'orrore del sangue e la constatazione della ferocia di “entrambi i campi”, come se la guerra civile fosse stata tutta una tremenda iattura, una cieca mattanza, invece che una conseguenza di una precisa scelta, compiuta dalla RSI, di schierare l'Italia dalla parte degli occupanti tedeschi e di dare la caccia ai renitenti alla leva, ormai divenuti "antiitaliani"».
Claudio Vercelli ha criticato sia l'impostazione de Il sangue dei vinti, definito: «Libro volutamente irrisolto, se non sospeso, tra il resoconto storico e la narrazione letteraria, incrocia due livelli di espressione occhieggiando al saggio fondato sui riscontri, da un lato, e alla libera ricostruzione dall'altro», sia l'argomentazione di fondo, ossia «quella di una persecuzione organica, gratuita che, si lascia intendere, fu voluta e realizzata sulla scorta non solo dei risentimenti popolari dominanti ma di un progetto politico che, assecondando e facendosi aggio di questi, avrebbe di fatto permesso la costituzione dell’egemonia sulla penisola del Partito comunista di Togliatti», ribadendo che: «Chi conosce la storia di quegli anni non può che dissentire, e di molto, da una interpretazione degli intendimenti dei protagonisti di allora resa in tali termini. Ma va detto, ancora una volta, a scanso di equivoci, che tale tesi, al limite della caricaturalità, non è inedita poiché mutuata anch’essa, nella impostazione come nei paradigmi di fondo, dalla stessa pubblicistica neofascista».
Nel saggio La crisi dell'antifascismo del 2004, lo storico Sergio Luzzatto puntò il dito contro la «deliberata confusione tra storia e memoria [...] sottraendo specificità, contesti e dinamiche di medio e lungo periodo» ricercata da Pansa, il quale partendo dall'assunto più o meno esplicito che tutti erano peccatori, i partigiani come i saloini, gli uni e gli altri così sciagurati da non riconoscere imperativo biblico/morale di "non uccidere" cercò di accomunare tutto e tutti. Ma sempre secondo Luzzatto: «la guerra civile combattuta in Italia tra 1943 e '45 non ha bisogno di interpretazioni bipartisan che ridistribuiscano equamente ragioni e torti, elogi e necrologi. Perché certe guerre civili meritano di essere combattute. E perché la moralità della Resistenza consistette anche nella determinazione degli antifascisti di rifondare l'Italia a costo di spargere sangue». Lo stesso Luzzatto, parlando del libro di Pansa, ebbe a descriverlo come "un calderone di vendette individuali e collettive [...] dove nulla s'inventa (almeno sotto la penna di Pansa, che ha rispetto per la storia), ma dove tutto si somiglia".
Nel 2006 alla prima presentazione del libro La grande bugia Pansa venne contestato da un gruppo di giovani di sinistra. Tale episodio fu condannato dal presidente della Repubblica Giorgio Napolitano e dal presidente del Senato Franco Marini. Riguardo a La grande bugia Luzzatto si espresse sottolineando come il libro: «non ha nulla di nuovo rispetto ai precedenti che il giornalista ha dedicato alla storia della Resistenza e della Liberazione. Si fonda sul consueto sotterfugio della finzione dialogica, secondo una formula stilisticamente così pedestre che riesce quasi imbarazzante vederla riproposta con tanta costanza». E ancora nel 2015 Luzzatto ha ribadito come: «C’è un primo Pansa, quello dei libri degli anni Sessanta e Settanta [...] pionieristico nel metodo storiografico. [...] Poi, a partire dagli anni Novanta, ha mollato gli ormeggi ideologici e metodologici e ha finito per scadere in forme narrative pasticciate e inaccettabili dal punto di vista del giudizio storico.».
Recensendo La grande bugia, lo storico Mario Isnenghi scrive: «Pansa ha fatto buonissimi studi a Torino, con Alessandro Galante Garrone e Guido Quazza, ne ha derivato lavori rigorosi ed è lui stesso prova di come, dall'incontro fra università e istituti storici della Resistenza, potessero già quarant'anni fa uscire fior di ricerche. Poi ha scelto di abbandonare quel percorso [...] e di diventare un grande cronista e commentatore politico». Sempre secondo Isnenghi, nel libro in questione «il polemista sopraffà di continuo il cronista. Ogni capitolo è un regolamento di conti nominativo con uno dei suoi detrattori: risse, bastonate verbali, duelli che non hanno proprio nulla di cavalleresco. L'inchiesta scade, si fa viscerale». Sul piano letterario, Isnenghi critica la scelta di Pansa di strutturare il testo come narrazione a un'immaginaria figura di giovane donna: «Par di capire che la giovane, che dichiara continuamente di non saperne niente, sia chiamata a rappresentare la cera vergine, l'intelligenza agnostica e ignara di un cittadino - anzi, meglio, di una cittadina - illuminata da chi ne sa di più. Ma con un interesse blando per queste cose da vecchi e con una capacità di interlocuzione vicina allo zero. Se l'è costruita così l'autore, pleonastica».
Nel 2006 lo storico Angelo d'Orsi, commentando i lavori di Pansa, lo descrisse come parte di «una categoria di "rovistatori" della Resistenza, che grattano il fondo del barile per vedere dove si annidi (eventualmente) il marcio, e anche se non c'è, lo si inventa, lo si amplifica, e lo si sbatte in prima pagina». Sempre secondo D'Orsi, questo «filone è il cavallo di battaglia di Pansa, la sua gallina dalle uova d'oro. Senza alcun rispetto per i più elementari principi del lavoro storiografico, egli sta ormai perseguendo da anni un sistematico rovesciamento di giudizio sul '43-45. Naturalmente, ciò non sarebbe possibile senza editori che sollecitano libri di tal genere [...]».
Sempre nel 2006 Giovanni De Luna, nel suo libro Il corpo del nemico ucciso, parlando delle uccisioni di fascisti nel dopoguerra scrisse: «Non esiste una "razionalità" politica in una simile strategia di morte. Quella recentemente indicata da Giampaolo Pansa (il PCI avrebbe avuto interesse ad indebolire la borghesia come classe dirigente uccidendola il più possibile) appare largamente infondata. Il PCI non voleva terrorizzare ma rassicurare, perseguiva il suo dialogo con la borghesia secondo la logica del compromesso annunciato da Togliatti a Salerno [...]». Durante il 70º anniversario della Liberazione, su Repubblica, De Luna ha poi ribadito che la «furia revisionista» degli anni precedenti avesse lasciato delle tracce ravvisate «nell'interdetto culturale scagliato sulla lotta partigiana», ridotta nell'opinione comune a «basso esercizio di macelleria», secondo la visione di Giampaolo Pansa.
Lo storico Guido Crainz, nel suo L'ombra della guerra del 2007, analizzando i numeri delle vittime dopo la Liberazione scrisse: «Per capire la tragica ampiezza del fenomeno non c'è bisogno dei dati molto più elevati proposti da sempre, senza gran fondamento, dalla pubblicistica neofascista e più di recente da Giampaolo Pansa» il quale nel suo Il sangue dei vinti considerò una valutazione generale di oltre 20000 persone uccise, senza però ritenere doveroso menzionare il dato complessivo di 9346 risultato dall'indagine di Pubblica Sicurezza, cioè dello Stato italiano.
Emilio Gentile durante un'intervista del 2015, riferendosi al volume Bella ciao. Controstoria della Resistenza, in cui Pansa avrebbe «cercato di spiegare quanto il Partito comunista italiano [...] vedesse la liberazione dai nazifascisti come l'inizio della rivoluzione», alla domanda se il volume di Pansa avesse realmente scardinato il "mito" della Resistenza, ha risposto: «In questo la storiografia c'entra poco. Va sempre distinto il piano della storiografia da quello della pubblicistica, la quale quasi sempre non ha aggiunto niente di nuovo a quanto già accertato dalla ricerca storiografica, ma ha presentato semplicemente i fatti con una visione polemica o scandalistica». E alla domanda «c'è del vero nella tesi che i comunisti parteciparono alla Resistenza solo in funzione della rivoluzione proletaria?» Gentile rispose: «Ogni partito contribuì alla Resistenza con il proposito di andare al di là dell’obiettivo immediato e necessario di liberare l’Italia dal nazifascismo. Ma nei fatti i comunisti non fecero la rivoluzione, contribuendo invece, assieme alle altre forze politiche, alla fondazione della Repubblica e alla Costituzione».
Giuseppe Parlato, scrivendo nel 2015 sul Dizionario Biografico degli Italiani dell'Istituto dell'Enciclopedia Italiana, affermò che la base per gli studi di Pansa sulla Resistenza sarebbe costituita dalla Storia della guerra civile in Italia, opera in tre volumi del saggista fascista Giorgio Pisanò, ex milite della Xª Flottiglia MAS e delle Brigate nere nella Repubblica Sociale Italiana; sebbene tale opera venga definita "estremamente analitica e documentata" da Parlato, essa è stata anche oggetto di numerose accuse di faziosità, contraddittorietà e distorsività.
Marcello Flores, in un'intervista del 2018, definì il volume Uccidete il comandante Bianco come «un libro disonesto dal punto di vista storico, non vengono indicate le fonti. Pansa stesso scrive che "molti passaggi sono ideati da me". Questo lo rende più simile a un romanzo», e che «l'idea da cui muove Pansa, che i comunisti nel dopoguerra fossero pronti a un colpo di Stato, è fondata sul nulla dal punto di vista storiografico».
Lo storico Filippo Focardi, nel suo libro La guerra alla memoria del 2005, ha indicato come la campagna anticomunista portata avanti dalla destra italiana nei primi anni 2000, basata «soprattutto sulle efferatezze partigiane dell'immediato dopoguerra contro gli sconfitti [...] ha sfruttato il libro pubblicato nell'ottobre 2003 da Giampaolo Pansa, Il sangue dei vinti». Il volume, secondo Focardi, «si basa disinvoltamente su fonti storiografiche serie e su fonti memorialistiche assai meno affidabili, è stato potentemente reclamizzato ed è diventato presto un caso editoriale con centinaia di migliaia di copie vendute nelle librerie e nei supermercati. Il fatto che Pansa sia un noto giornalista di cultura antifascista è stato presentato come certificato di indiscussa veridicità del suo racconto.».
Anche secondo lo storico Gustavo Corni, gli scritti di Pansa si inserirono in un clima politico segnato dalla crisi dell'antifascismo, dove il tema della violenza esercitata dai vincitori trovò terreno politicamente fertile, e dove il successo editoriale fu garantito dalla vasta operazione di marketing del gruppo Mondadori.
Secondo Corni il successo de Il sangue dei vinti fu comprensibile in quanto: «uno dei principali esponenti del giornalismo di sinistra in piena "era berlusconiana", rompeva il tabù dell'antifascismo» anche se «il libro è scritto in modo letteralmente rudimentale e sovrappone alla ricerca storica (ma senza un apparato di note) una fiction», e sulla scia del successo editoriale «da quel momento Pansa ha spostato il suo baricentro politico» e ha poi «inanellato una serie di pubblicazioni che lo hanno profilato come esponente di punta del revisionismo e come critico feroce del comunismo». Recensendo il libro di Corni, Giovanni Belardelli ha riconosciuto il merito a Pansa di aver «contribuito a infrangere il tabù che per decenni aveva reso sospetto ogni riferimento alle uccisioni perpetrate da partigiani comunisti dopo il 25 aprile 1945».
Nel 2021 la ricercatrice Chiara Colombini ha indicato il lavoro di Pansa come un «contributo molto potente» a radicare l'immagine della "resa dei conti" come un "regolamento di conti" che allude implicitamente a qualcosa di criminale, inserendosi nel terreno «ampiamente dissodato dagli attacchi degli anni Novanta» contro la Resistenza, e il Sangue dei vinti «con le sue centinaia di migliaia di copie vendute e con la risonanza mediatica che ottiene [...] - con quelli successivi sul medesimo tema - amplia a dismisura l'eco di quella stessa rappresentazione» che descrive il 25 aprile come un'orgia sanguinaria di vendette insensate, legata alla memorialista degli ex-combattenti di Salò.

## Opere

### Saggi
- Viva l'Italia libera. Storia e documenti del primo Comitato militare del C.L.N. regionale piemontese, Torino, Istituto per la storia della Resistenza in Piemonte, 1964.
- La Resistenza nel saluzzese, con Mario Giovana, Giorgio Bocca, Piero Caleffi, Saluzzo, R.P.C., 1964.
- La Resistenza in Piemonte. Guida bibliografica 1943-1963, Torino, Giappichelli, 1965.
- Guerra partigiana tra Genova e il Po. La Resistenza in provincia di Alessandria, Bari, Laterza, 1967.
- L'esercito di Salò nei rapporti riservati della Guardia nazionale repubblicana, 1943-44, Milano, Istituto Nazionale per la Storia del Movimento di Liberazione, 1969; col titolo L'esercito di Salò. La storia segreta dell'ultima battaglia di Mussolini, Collana gli Oscar, Milano, A. Mondadori, 1970.
- Borghese mi ha detto, Milano, Palazzi, 1971; nuova ed., con Appendice di altri testi dell'Autore, Collana La Storia · Le Storie, Milano, BUR-Rizzoli, 2022, ISBN 978-88-171-6173-2.
- Bisaglia: una carriera democristiana, Milano, SugarCo, 1975.
- Cronache con rabbia, Torino, SEI, 1975.
- Trent'anni dopo, con Vittorio Gorresio e Lietta Tornabuoni, Milano, Bompiani, 1976.
- Comprati e venduti. I giornali e il potere negli anni '70, Collana Saggi n.26, Milano, Bompiani, 1977. Premio Nazionale Rhegium Julii per la Saggistica.[69]
- La guerra lampo di Cefis, Bologna, Il Mulino, 1977.
- Storie italiane di violenza e terrorismo, Roma-Bari, Laterza, 1980.
- Ottobre addio. Viaggio fra i comunisti italiani, Milano, A. Mondadori, 1982.
- Carte false. Peccati e peccatori del giornalismo italiano, Milano, Rizzoli, 1986, ISBN 88-17-53597-4; Milano, BUR, 1988, ISBN 88-17-11501-0.
- I soldi in testa, testo di G. Pansa, fotografie di Gianni Berengo Gardin, Milano, Banca Mercantile Italiana, 1986.
- Lo sfascio. Politici, politicanti, portaborse e malfattori, Milano, Sperling & Kupfer, 1987, ISBN 88-200-0710-X.
- Il malloppo. Finanzieri, tangentisti, onestuomini, furboni e altre storie di un'Italia ossessionata dal denaro, Milano, Rizzoli, 1989. ISBN 88-17-53605-9.
- L'intrigo. Come diventare qualunquisti senza esserlo, Milano, Sperling & Kupfer, 1990, ISBN 88-200-1135-2.
- Il gladio e l'alloro. L'esercito di Salò, Collezione Le Scie, Milano, A. Mondadori, 1991, ISBN 88-04-34581-0.
- Il regime. Dal disastro dei partiti alla Repubblica autoritaria, Milano, Sperling & Kupfer, 1991, ISBN 88-200-1224-3.
- I bugiardi. Tivù, giornali e partiti nell'Italia delle tangenti e della mafia, Milano, Sperling & Kupfer, 1992, ISBN 88-200-1453-X.
- L'utopia armata. Come è nato il terrorismo in Italia, Milano, A. Mondadori, 1992, ISBN 88-04-36514-5; Milano, Sperling & Kupfer, 2006.
- L'anno dei barbari. Diario cattivo di come la crisi dei partiti ci ha regalato l'incognita leghista, Milano, Sperling & Kupfer, 1993, ISBN 88-200-1690-7.
- Romanzo di un ingenuo, Milano, Sperling & Kupfer, 2000, ISBN 88-200-3059-4.
- Le notti dei fuochi, Milano, Sperling & Kupfer, 2001, ISBN 88-200-3223-6.
- Bestiario d'Italia. 1994-2004, Milano, Sperling & Kupfer, 2004, ISBN 88-200-3662-2.
- Il revisionista, Milano, Rizzoli, 2009, ISBN 978-88-170-3040-3.
- I cari estinti. Faccia a faccia con quarant'anni di politica italiana, Milano, Rizzoli, 2010, ISBN 978-88-170-3945-1.
- Carta straccia. Il potere inutile dei giornalisti italiani, Milano, Rizzoli, 2011, ISBN 978-88-170-4927-6.
- Poco o niente. Eravamo poveri, torneremo poveri, Milano, Rizzoli, 2011, ISBN 978-88-17-05210-8.
- Tipi sinistri. I gironi infernali della casta rossa, Milano, Rizzoli, 2012, ISBN 978-88-17-05695-3.
- La Repubblica di Barbapapà. Storia irriverente di un potere invisibile, Milano, Rizzoli, 2013, ISBN 978-88-17-06446-0.
- Sangue, sesso, soldi. Una controstoria d'Italia dal 1946 a oggi, Milano, Rizzoli, 2013, ISBN 978-88-17-06874-1.
- Bella ciao. Controstoria della Resistenza, Milano, Rizzoli, 2014, ISBN 978-88-17-07260-1.
- Eia Eia Alalà. Controstoria del fascismo, Milano, Rizzoli, 2014, ISBN 978-88-17-07726-2.
- La destra siamo noi. Una controstoria da Scelba a Salvini, Milano, Rizzoli, 2015, ISBN 978-88-17-08050-7.
- L'Italiaccia senza pace. Misteri, amori e delitti del dopoguerra, Milano, Rizzoli, 2015, ISBN 978-88-17-08290-7.
- Il rompiscatole. L'Italia raccontata da un ragazzo del '35, Milano, Rizzoli, 2016, ISBN 978-88-17-08702-5.
- Vecchi, folli e ribelli. Il piacere della vita nella terza età, Milano, Rizzoli, 2016, ISBN 978-88-17-09009-4.
- L'Italia non c'è più. Come eravamo, come siamo, Milano, Rizzoli, 2017, ISBN 978-88-17-09368-2.
- Il mio viaggio tra i vinti. Neri, bianchi e rossi, Milano, Rizzoli, 2017, ISBN 978-88-17-09573-0.
- Uccidete il comandante bianco. Un mistero nella Resistenza, Collana Saggi italiani, Milano, Rizzoli, 2018, ISBN 978-88-17-09817-5.
- La repubblichina. Memorie di una ragazza fascista, Collana Saggi italiani, Milano, Rizzoli, 2018, ISBN 978-88-17-10394-7.
- Quel fascista di Pansa, Collana Saggi italiani, Milano, Rizzoli, 2019, ISBN 978-88-17-10932-1.
- Il dittatore. Matteo Salvini: ritratto irriverente di un seduttore autoritario, Collana Saggi italiani, Milano, Rizzoli, 2019, ISBN 978-88-17-14132-1.
- L'Italia si è rotta, Collana Saggi italiani, Milano, Rizzoli, 2020, ISBN 978-88-171-4592-3. [libro incompiuto, pubblicato postumo]
- Il sangue degli italiani. 1943-1946. Una storia per immagini della guerra civile, A cura di Adele Grisendi, Collana Saggi, Milano, Rizzoli, 2020, ISBN 978-88-171-5398-0. [raccolta di scritti]
- Non è storia senza i vinti. La memoria negata della guerra civile, Collana Saggi, Milano, Rizzoli, 2022, ISBN 978-88-171-6091-9.
- Piombo e sangue. Da Piazza Fontana a Marco Biagi: violenza e terrorismo nelle cronache di un grande giornalista, a cura di Marco Damilano e Adele Grisendi, Collana Saggi, Milano, Rizzoli, 2023, ISBN 978-88-171-8179-2. [raccolta di scritti]

### Romanzi
- Ma l'amore no. Una storia di gente comune nell'Italia della guerra civile, Milano, Sperling & Kupfer, 1994, ISBN 88-200-1886-1.
- Siamo stati così felici. Un amore semplice nell'Italia del '48, Milano, Sperling & Kupfer, 1995, ISBN 88-200-2072-6.
- I nostri giorni proibiti. Romanzo di una passione nel dopoguerra, Milano, Sperling & Kupfer, 1996, ISBN 88-200-2289-3.
- La bambina dalle mani sporche, Milano, Sperling & Kupfer, 1997, ISBN 978-88-200-2511-3.
- Ti condurrò fuori dalla notte, Milano, Sperling & Kupfer, 1998, ISBN 88-200-2745-3.
- Il bambino che guardava le donne, Milano, Sperling & Kupfer, 1999, ISBN 88-200-2912-X.
- Notte a Is Arenas, Collana La Biblioteca della nuova Sardegna, Sassari, La nuova Sardegna, 2004; Il Maestrale, 2010, ISBN 978-88-642-9016-4.
- I tre inverni della paura, Milano, Rizzoli, 2008, ISBN 978-88-170-2318-4.
- La guerra sporca dei partigiani e dei fascisti, Milano, Rizzoli, 2012. ISBN 978-88-17-06080-6.

### Il «ciclo dei vinti»
- I figli dell'Aquila, Milano, Sperling & Kupfer, 2002. ISBN 88-200-3418-2.
- Il sangue dei vinti, Milano, Sperling & Kupfer, 2003. ISBN 88-200-3566-9.
- Prigionieri del silenzio. Una storia che la sinistra ha sepolto, Milano, Sperling & Kupfer, 2004. ISBN 88-200-3733-5.
- Sconosciuto 1945, Milano, Sperling & Kupfer, 2005. ISBN 88-200-3967-2.
- La grande bugia, Milano, Sperling & Kupfer, 2006. ISBN 88-200-4169-3.
- I gendarmi della memoria, Milano, Sperling & Kupfer, 2007. ISBN 978-88-200-4391-9.
- I vinti non dimenticano. I crimini ignorati della nostra guerra civile, Milano, Rizzoli, 2010. ISBN 978-88-170-4115-7.

### Curatele
- 30 anni di scandali. L'Espresso 1955/85, Roma, Editoriale L'Espresso, 24 marzo 1985. (allegato a L'Espresso n.12)
- Luciano Lama, Intervista sul mio partito, Collana Saggi tascabili, Roma-Bari, Laterza, 1987.
- Cesare Romiti, Questi anni alla FIAT. Intervista di Giampaolo Pansa, Milano, Rizzoli, 1988; BUR, 2004, ISBN 88-17-00427-8.